# Lijst van rijksmonumenten in Den Andel
De plaats Den Andel telt 9 inschrijvingen in het rijksmonumentenregister. Hieronder een overzicht.
| Object                               | Oorspronkelijke functie?  | Bouwjaar                                                           | Architect                            | Locatie                | Coördinaten?                  | Nr.?   | Afbeelding        |
| ------------------------------------ | ------------------------- | ------------------------------------------------------------------ | ------------------------------------ | ---------------------- | ----------------------------- | ------ | ----------------- |
| Arion                                | Boerderij                 | 1810 (bijschuur) 1820 (schuur, middelhuis) 1862 (voorhuis)         |                                      | M.D. Teenstraweg 2     | 53° 24' 44" NB, 6° 30' 39" OL | 8579   | Meer afbeeldingen |
| Sarrieshut                           | Woonhuis                  |                                                                    |                                      | Oude Dijk 9            | 53° 23' 38" NB, 6° 30' 33" OL | 8580   | Meer afbeeldingen |
| De Jonge Hendrik                     | Koren- en pelmolen        | 1875 1971-'73 (rest.) 2002 (herst.) 2004-'05 (rest.) 2007 (herst.) | J.H. van der Veen Dunning (2004-'05) | Oude Dijk 11           | 53° 23' 38" NB, 6° 30' 33" OL | 8581   | Meer afbeeldingen |
| Hervormde kerk en toren              | Kerk en kerkonderdeel     | waarsch. midden 13e eeuw waarsch 14e eeuw (toren)                  |                                      | De Streekweg 91        | 53° 23' 7" NB, 6° 30' 37" OL  | 8582   | Meer afbeeldingen |
| Klazienaheem                         | Woonhuis                  | 1913                                                               | T. Reitsema                          | De Streekweg 16        | 53° 23' 25" NB, 6° 30' 28" OL | 510775 | Meer afbeeldingen |
| Klazienaheem, hekpijlers             | Erfscheiding              | ca. 1913                                                           |                                      | bij De Streekweg 16    | 53° 23' 25" NB, 6° 30' 28" OL | 510776 | Meer afbeeldingen |
| Hervormde pastorie                   | Kerkelijke dienstwoning   | 1886 ca. 1900 (consistorie)                                        |                                      | De Streekweg 89        | 53° 23' 7" NB, 6° 30' 37" OL  | 510800 | Meer afbeeldingen |
| Hek bij begraafplaats hervormde kerk | Begraafplaats en -onderdl | verm. 1907                                                         |                                      | bij De Streekweg 22    | 53° 23' 9" NB, 6° 30' 32" OL  | 510801 | Meer afbeeldingen |
| Hek bij hervormde kerk en pastorie   | Erfscheiding              | ca. 1886                                                           |                                      | bij De Streekweg 89-91 | 53° 23' 8" NB, 6° 30' 36" OL  | 510802 | Meer afbeeldingen |